# South Bend (Indiana)
South Bend é a cidade sede do Condado de St. Joseph, no estado de Indiana, nos Estados Unidos.
Segundo o censo nacional de 2010, a cidade possui um total de 101 168 residentes. A sua área metropolitana tem uma população de 316 663 habitantes. É a quarta maior cidade do estado de Indiana e é a capital cultural da região vulgarmente conhecida como Michiana. Possui 46 324 residências, que resulta em uma densidade de 431,40 residências/km².
South Bend conta com uma grande população de ascendência germânica e polaca. A Oblewania, uma celebração polaca, é celebrada na segunda-feira após a Páscoa e é festejada pelos habitantes da cidade.
É nesta cidade que se encontra a Universidade de Notre Dame.